# 中山高速公路汐止五股段高架橋拓寬工程第十八標案
中山高速公路汐止五股段高架橋拓寬工程第十八標案，即臺灣民間所稱的十八標案或十八標弊案，發生於1992年。是因交通部臺灣區國道高速公路局（以下簡稱「高公局」）起先採議價方式，欲由榮民工程處（以下簡稱「榮工處」）承攬，卻與後來其他廠商投標結果產生極大價差，而被揭穿的弊案。

## 背景
為了解決中山高速公路臺北路段原本嚴重的長短程交通堵塞問題，高公局遂辦理汐止五股高架橋拓寬工程，全案共分作廿九標，而其中第十八標為目前跨淡水河，連結臺北縣三重市（今新北市三重區）至臺北市大同區的高架橋。

## 原委
第十八標原先由招標機關與榮工處議價，榮工處堅持新臺幣35億元，與招標機關在金額上完全無法取得共識，故於議價後決定放棄承接。而高公局另行公開招標後，民間的太平洋建設卻以近乎半價的18億元得標，其決標結果較榮工處議價金額少約17億元；此鉅額價差，使輿論抨擊與榮工處此議價行為，是圖利特定廠商，讓榮工處獲取不當利益且浪費鉅額公帑。
民主進步黨立法委員葉菊蘭書面質詢，指出中國國民黨新國民黨連線立法委員郁慕明、李勝峰、王滔夫、劉盛良、葛雨琴等五人，涉及向中華民國交通部關說第十八標工程，從中牟利，郁慕明和李勝峰反擊，指出長榮集團的長鴻營造才是幕後主使者，打算由榮工處取得工程，可以轉發包給長鴻營造以獲利，而時任中華民國交通部部長簡又新卻三緘其口。最後，簡又新表示十八標由與榮工處議價，是行政裁量、政策取向，葉菊蘭又質疑是立法委員吳耀寬關說交通部，但吳耀寬卻說只是關心，並無對價關係。
經過法務部調查局的調查，懷疑十幾人有犯罪嫌疑，但臺灣臺北地方法院檢察署檢察官只起訴了其中八人，而後臺灣臺北地方法院判決該八人皆是無罪，臺北地檢署放棄上訴，本案不了了之，監察委員張文獻調查，認為高資敏、吳耀寬、葛雨琴等三名立委，曾涉入關說。

## 影響
原國軍退除役官兵輔導條例第八條規定：

政府舉辦之各項建設工程，如水利、公路、鐵路、橋涵、隧道、港灣、碼頭、營建及軍事工程等，
得儘先由輔導會所設之退除役官兵工程機構議價承辦。
在中華民國政府採購法頒布前即修正為：

政府機關、公營事業機構及公立學校辦理採購，輔導會所設之附屬事業機構得依政府採購法令規定參加投標；
對於參加機密或急迫性之採購，均依政府採購法令相關規定辦理。